# Erignatha sagittoides
Erignatha sagittoides är en hjuldjursart som beskrevs av Wiszniewski 1935. Erignatha sagittoides ingår i släktet Erignatha och familjen Dicranophoridae. Inga underarter finns listade i Catalogue of Life.